# 帕甘島
帕甘島（英語：Pagan Island），是美屬北馬里亞納群島中的一座小島，位於該群島首府塞班島北方320公里。該島由於火山活動劇烈，島上所有的居民在1981年撤出，2000年和2010年美國人口普查時該島沒有固定居民。

## 歷史
與北馬里亞納群島其他島嶼一樣，該島被西班牙殖民政府售予德國成為德屬新幾內亞的範圍。第一次世界大戰爆發後被日本，戰後根據凡爾賽條約中國際聯盟所做出的決定，該島和其他北馬里亞納群島的島嶼交予日本託管，日本在當地成立南洋廳作為管理機構。
第二次世界大戰因日本戰敗，聯合國成立太平洋群島託管地，交由美國託管，該島屬託管地馬里亞納轄區。1978年美國北馬里亞納群島自治邦成立，帕甘島屬於北方群島市管轄。